# Ribeira de Alpriate
A ribeira de Alpriate é um pequeno curso de água português que nasce em monte Serves no concelho de Vila Franca de Xira e vai desaguar na margem esquerda do Trancão entre Unhos e Portela da Azoia no concelho de Loures.

## Afluentes
- Ribeira do Morgado